# مگس‌گیرنما
مگس‌گیرنماها (نام علمی: Myiobius)، یک سرده از پرندگان گنجشک‌سان از خانواده کدرمرغان است. این سرده در گذشته وابسته به ژیان‌مرغان در نظر گرفته می‌شد.
این جنس دارای چهار گونه است:
| تصویر | نام علمی                 | نام رایج               | پراکندگی                                                                        |
| ----- | ------------------------ | ---------------------- | ------------------------------------------------------------------------------- |
|       | Myiobius villosus        | مگس‌گیرنمای سینه‌گندمی   | بولیوی، کلمبیا، اکوادور، پاناما، پرو و ونزوئلا                                  |
|       | Myiobius sulphureipygius | مگس‌گیرنمای دمگاه‌گوگردی | بلیز، کلمبیا، کاستاریکا، اکوادور، گواتمالا، هندوراس، مکزیک، نیکاراگوئه و پاناما |
|       | Myiobius barbatus        | مگس‌گیرنمای سبیلو       | برزیل، کلمبیا، اکوادور، گویان فرانسه، گویان، پرو، سورینام و ونزوئلا             |
|       | Myiobius atricaudus      | مگس‌گیرنمای دم‌سیاه      | برزیل، کلمبیا، کاستاریکا، اکوادور، پاناما، پرو و ونزوئلا.                       |